# Ignaz Schick
Ignaz Schick (* 1972 in Trostberg) ist ein deutscher Improvisationsmusiker (Altsaxophon, Plattenspieler, Bögen, Gongs, Becken, Objekte, Looper), Klangkünstler und Komponist. Seit 2000 entwickelte er mit den Rotating Surfaces ein eigenständiges elektroakustisches Instrumentarium; in extrem reduzierter Spielweise werden diverse Objekte und Materialien (Holz, Plastik, Papier oder Metall sowie Handzimbeln und Geigenbögen) direkt auf dem Metallteller des Plattenspielers in Schwingung gebracht und durch ein Kondensatormikrofon verstärkt wiedergegeben.

## Leben und Wirken
Schick, der auf einem Biohof in Marktl heranwuchs, wurde bereits als Kind an den Free Jazz herangeführt und begegnete als Elfjähriger Don Cherry. Er spielte zunächst Saxophon im Jazz und Avant Rock. Hinzu kam eine intensive Beschäftigung mit Mehrspurbandmaschinen, Plattenspielern und Experimente mit diversen Instrumentarien und Klangerzeugern. Er studierte an der Akademie der Bildenden Künste München, wo er Assistent von Josef Anton Riedl wurde. 
1995 ging Schick nach Berlin, wo er der Berlin Nouvelle Vague und der sich gerade entwickelnden Echtzeitmusikszene angehörte. Schick arbeitete seitdem mit Musikern wie Chris Abrahams, Alexei Borisov, Sebastian Buczek, Mike Cooper, Dietmar Diesner, Phil Durrant, Gunnar Geisse, Dawid Szczesny, Martin Tetreault oder Marcel Tuerkowsky zusammen. 
2013 gründete Schick in Berlin das Workshopensemble Circuit Training mit 12 ständigen Mitgliedern, das sich hauptsächlichen graphischen Kompositionen widmet. Daneben ist er Mitglied und Mitbegründer vieler Ensembles wie Perlonex, ILOG, Snake Figures Arkestra, Phosphor, Blind Snakes oder Decollage, mit denen er auf Tourneen in Europa, den USA, Kanada, Australien und Russland war. Seit 2005 realisierte er auch Klanginstallationen. Mit Els Vandeweyer, Klaus Kürvers und Mischa G. Esch spielt er in dem Ensemble Kudu.
Schick war an Rundfunkproduktionen beteiligt und ist regelmäßig als Kurator von Festivals experimenteller Musik, wie den Echtzeitmusiktagen 2010, tätig. Auch hat er ein eigenes Label, Zarek, gegründet; darauf erschien 2021 sein Duoalbum mit Achim Kaufmann, Altered Alchemy. Mit Ingebrigt Håker Flaten und Oliver Steidle legte er 2024 The Cliffhanger Session vor.

## Preise und Auszeichnungen
Schick erhielt 1994 das Musikstipendium der Stadt München. Es folgten Klangkunststipendien des Berliner Senats 2006 oder 2020 und des Künstlerhauses Worpswede 2008 sowie Residenzstipendien.